# Hera
Hera (græsk: Ἥρᾱ) er i den græske mytologi gudinde for kvinder, ægteskab, familie og fødsel, og gennem sit ægteskab med Zeus også gudernes dronning. Hun er datter af titanerne Kronos og Rhea, og mor til op til flere børn. Hun er en af de tolv olympiske guder, som bor på Grækenlands højeste bjerg, Olympen. Heras romerske modstykke er gudinden Juno.
Hera dyrkedes først af beboerne af Argos, men blev især dyrket på Samos og Kreta. Hun er en moderfigur, som våger over gifte kvinder og ægteskabets bånd. Hun er jaloux og hævngerrig af sind, ikke mindst over for Zeus' utallige elskere og uægte børn. Hun er dog heller ikke bleg for at straffe dødelige, som uretmæssigt krydser hendes vej.
Hera portrætteres ofte med de dyr, som hun anser for særligt hellige, først og fremmest koen, løven, gøgen og påfuglen. De oldgræske kunstnere fremstillede hende som en majestætisk og alvorsfuld kvinde, ofte siddende på en trone og altid kronet med en høj, cylindrisk polos. Hera ses ofte med et granatæble i sin højre hånd som et symbol på frugtbarhed og død. I den tidlige Hera-kult blev hun repræsenteret anikonisk, f.eks. i form af en søjle i Argos og et bræt på Samos.

## Etymologi
Navnet Hera kan have op til flere betydninger. Det er muligvis beslægtet med det græske ord ὥρα (hōra), der betyder "moden", og kan forstås som "moden til giftermål". Ifølge Platon kom Heras navn af det græske ord for "elsket", ἐρατή (eratē), fordi Zeus giftede sig med hende af kærlighed. Plutarch mente, at navnet Hera var et allegorisk anagram for ἀήρ (aēr), der betyder "luft". Moderne sprogforskere har argumenteret for, at Hera betyder "frue" og skal forstås som det feminine modstykke til Heros, "herre". Lingvisten John Chadwick ser en sammenhæng mellem Heras navn og det græske ord for "helt", ἥρως (hērōs), mens A.J. van Windekens mente, at Hera betyder "kalv", hvilket ville understøtte hendes berømte tilnavn βοῶπις (boōpis), "den kvieøjede". R.S.P. Beekes mener, at navnet er af førgræsk oprindelse.
Heras navn optræder i skriftlige kilder fra Pylos og Theben på mykensk som 𐀁𐀨 (e-ra), hvor det står skrevet med linear B.

## Hera-kulten

### Fødsel
Hera er datter af titanerne Kronos og Rhea. Kronos var skæbnebestemt til at blive afsat som konge af et af sine børn, og han slugte dem derfor alle ved fødslen. Til sidst lykkedes det dog Rhea at snyde Kronos, så han i stedet for den nyfødte Zeus slugte en sten svøbt i barselsklæder. Som voksen tvang Zeus sin far til at kaste hans ældste søskende op, heriblandt Hera. Zeus førte derefter an i et stort oprør mod titanerne, som han forviste til Tartaros. Han delte herefter verden sammen med sine brødre, Poseidon og Hades.

### Ungdom
Hera var mest kendt som en kvindegud, Hera Teleia, men hun var også ansvarlig for at opretholde ægteskabets forpligtelser. Det hellige ægteskab mellem Zeus og Hera spillede en afgørende rolle i Hera-kultens ritualer og traditioner. Den græske by Platæa var hjemsted for to skulpturer af kunstneren Kallimachos, der fremstillede Hera som henholdsvis siddende brud og oprejst moder.
Hera blev også tilbedt som en jomfru. Stymfalia i Arkadien husede en helligdom, der dyrkede tre aspekter af Heras væsen: Pigen Hera (Παις (Pais)), kvinden Hera (Τελεια (Teleia)) og enken Hera (Χήρη (Chḗrē)). I Hermione nær Argos lå et tempel til jomfruen Hera. I Kanathos-kilden ved byen Naflio fornyede Hera hvert år sin jomfruelighed ved et ritual, det var forbudt at tale om. Hera blev sammen med Hebe og Hekate identificeret med månens faser: Hebe var nymånen, Hera fuldmånen og Hekate den aftagende måne. De tre gudinders kvindelighed blev ligeledes kædet sammen med årstiderne: Hebe var forårsjomfruen, Hera sommermoderen og Hekate efterårskællingen.

## Symboler
Heras stridsvogn blev i den hellenistiske ikonografi trukket af påfugle, som grækerne først blev bekendt med i forbindelse med Alexander den Stores erobringstogter. Alexanders lærermester, Aristoteles, kaldte påfuglen "den persiske fugl". Påfuglemotivet blev genoplivet af renæssancens mestre, som sammensmeltede Hera og Juno i deres værker. I arkaisk tid, hvor de fleste ægæiske guder blev identificeret med en bestemt fugl, blev Hera associeret med gøgen, der spiller en afgørende rolle i fortællingen om Zeus' forførelse af Hera.  
De arkaiske kunstnere satte oftest Hera i forbindelse med tamkvæg, og hun blev opfattet som en kvæggudinde, der især blev tilbedt på øen Evia. På Cypern har man fundet tyrekranier, der sandsynligvis blev brugt som rituelle masker af Hera-kultens følgere. Heras berømte tilnavn boōpis betyder "kvieøjet". Hun minder på mange områder om den egyptiske modergudinde Hathor, der også blev associeret med kvæg. 

### Tilnavne
Hera havde adskillige tilnavne, som betonede forskellige aspekter af hendes guddommelige forpligtelser:
- Hera Alexandros: Hera som menneskets beskytter, der blev tilbedt i byen Sikyon.
- Hera Aigofagos: "Gedespiseren", som blev tilbedt i byen Sparta.
- Hera Ammonia: Heras tilnavn i Elis.
- Hera Argeia: Heras tilnavn i Argos.
- Hera: Basileia: "Dronning", dvs. Hera som gudernes dronning.
- Hera Bounaia: Heras tilnavn i Korinth.[16][17]
- Hera Boōpis: "Den kvieøjede".
- Hera Leukōlenos: "Den hvidarmede".
- Hera Pais: "Pigebarn", dvs. Hera som jomfru.
- Hera Parthenos: "Jomfru".
- Hera Teleia: Hera som gudinde for ægteskabet.
- Hera Chḗrē: Hera som enke.

## Ægteskab med Zeus
Hera var berygtet for sit jaloux væsen. Selv den stolte Zeus frygtede hendes vrede. Zeus forelskede sig i Hera, men hun afviste hans første frieri. Zeus udnyttede derfor Heras forkærlighed for dyr ved at forvandle sig til en gøgeunge, der var fanget i en voldsom tordenstorm. Zeus fløj forvildet rundt uden for Heras vindue, som samvittighedsfuldt lukkede ham ind i sit hjem og varmede ham ved sit bryst. Zeus forvandlede sig herefter straks til sig selv og udnyttede hende seksuelt. Skamfuld accepterede Hera nu Zeus' andet frieri. Under deres bryllup sprang naturen i fuldt flor, og der blev udvekslet mange gaver.
Zeus elskede Hera, men han elskede også Grækenland og det græske folk. Han sneg sig tit ned til menneskenes verden, hvor han både giftede sig og avlede børn med dødelige kvinder. Zeus ønskede at få mange børn, som kunne arve hans storhed. De skulle tjene Grækenland som soldater, konger og helte. Hera var dybt jaloux på Zeus' mange elskere og børn, og hun plagede dem ustandseligt. Zeus var ude af stand til at kontrollere hendes vrede. Hera var meget bevidst om Zeus' eskapader og holdt altid skarpt øje med ham, når han tog ned til menneskenes verden.
Hera var ægteskabets beskytter. Hun var arketypen på de hellige bånd og forpligtelser, som blev knyttet i ægtesengen.

### Børn
| Navn       | Far    | Rolle                  | Forklaring |
| ---------- | ------ | ---------------------- | --- |
| Angelos    | Zeus   | En underverdensgudinde | |
| Ares       | Zeus   | Krigsgud               | Ifølge Hesiods Theogonien er Ares søn af Zeus og Hera. |
| Eileithyia | Zeus   | Gudinde for fødsel     | Ifølge Hesiods Theogonien er Eileithyia datter af Zeus og Hera. Pindar bekræfter i en af sine sange, at Eileithyia er Heras datter, men ikke at hendes far er Zeus. |
| Enyo       | Zeus   | En krigsgudinde        | Enyo bistår krigsguden Ares som belejrer og ødelægger af fjendtlige byer, selvom Homer sidestiller hende med Eris.                                                  |
| Eris       | Zeus   | Stridens gudinde       | Eris optræder i Iliadens 4. sang, hvor hun sidestilles med Enyo. Hun omtales som Ares' søster, hvilket sandsynligvis gør hende til Zeus' og Heras datter.           |
| Hebe       | (Zeus) | Ungdommens gudinde     | Hebe er datter af Zeus og Hera. I nogle fortællinger bliver Hera gravid med Hebe efter at have spist et salathoved.                                                 |
| Hefaistos  | (Zeus) | Smedens og ildens gud  | |
| Tyfon      | Ingen  | Slangemonster          | |